# دیتمار یاکوبس
دیتمار یاکوبس (به آلمانی: Ditmar Jakobs) بازیکن فوتبال و مدافع اهل آلمان است که از سال ۱۹۸۰ میلادی عضو تیم ملی فوتبال آلمان بوده‌است. وی در ۲۰ بازی ملی حضور داشته است و آخرین بازی ملی خود را در سال ۱۹۸۶ میلادی انجام داد. دیتمار یاکوبس در بازی‌های ملی‌اش ۱ گل به ثمر رساند.